# Abala (Departement)
Abala ist ein Departement in der Region Tillabéri in Niger.

## Geographie

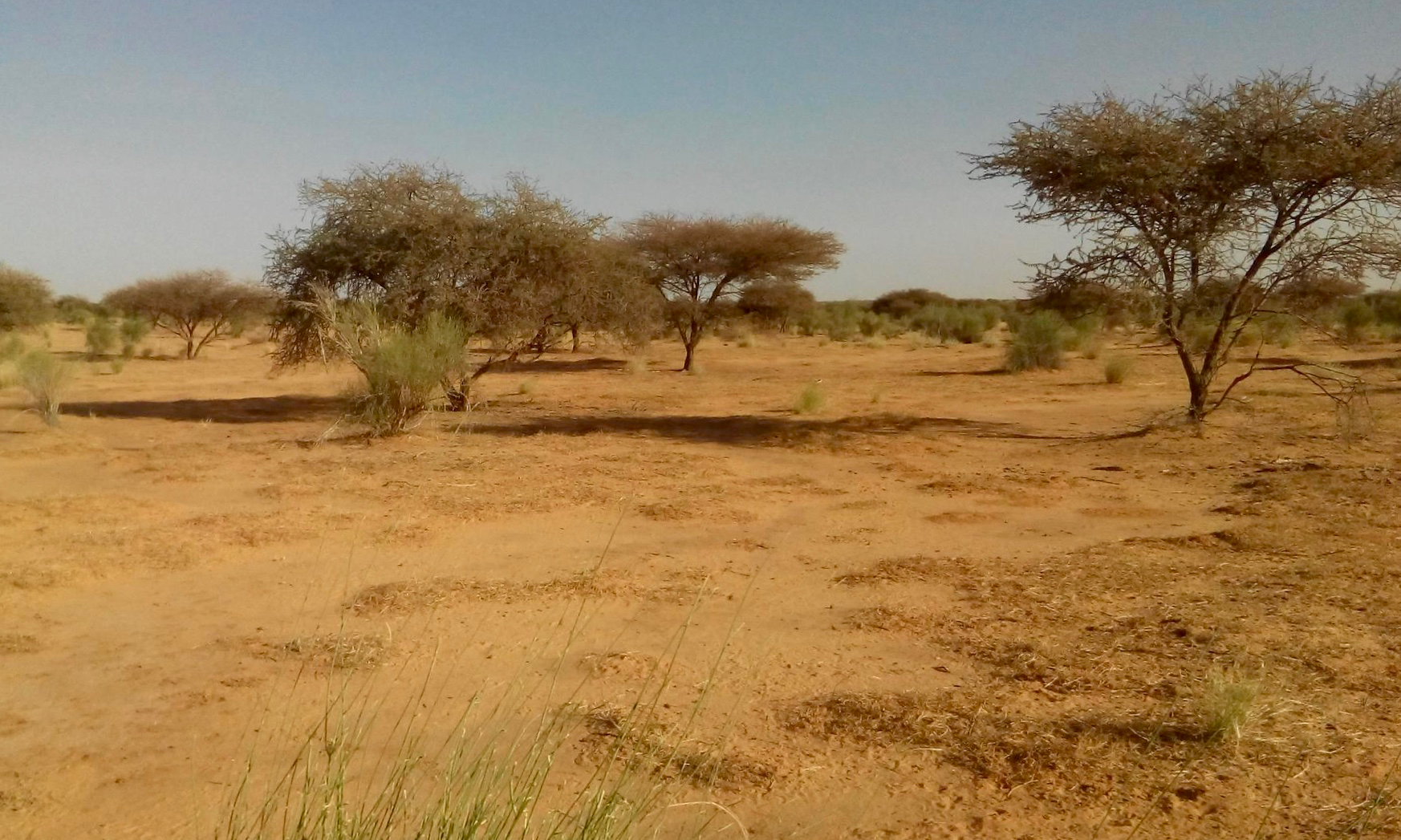
Landschaft im Departement Abala

Das Departement liegt im Südwesten des Landes und grenzt an Mali. Es besteht aus den Landgemeinden Abala und Sanam. Der namensgebende Hauptort des Departements ist Abala.
Die Jagdzone von Sanam ist eines der von der staatlichen Generaldirektion für Umwelt, Wasser und Forstwirtschaft festgelegten offiziellen Jagdreviere Nigers.

## Geschichte
Das Departement geht auf den Verwaltungsposten (poste administratif) von Abala zurück, der 1964 eingerichtet wurde. 2011 wurde der Verwaltungsposten aus dem Departement Filingué herausgelöst und zum Departement Abala erhoben. Infolge des Konflikts in Nordmali verordnete die Regierung Nigers im März 2017 im Departement Abala und sechs weiteren Departements den Ausnahmezustand, der danach mehrmals verlängert wurde.

## Bevölkerung
Das Departement Abala hat gemäß der Volkszählung 2012 139.812 Einwohner. Von 2001 bis 2012 stieg die Einwohnerzahl jährlich durchschnittlich um 2,7 % (landesweit: 3,9 %).

## Verwaltung
An der Spitze des Departements steht ein Präfekt (französisch: préfet), der vom Ministerrat auf Vorschlag des Innenministers ernannt wird.
| Amtszeit                      | Name                                            |
| ----------------------------- | ----------------------------------------------- |
| 29. Feb. 2012 – 29. Jul. 2016 | Djambala Maïga Omar (alias Diambala Maiga Omar) |
| 29. Jul. 2016 – 9. Okt. 2018  | Soumana Issaka                                  |
| 9. Okt. 2018 – 24. Mär. 2022  | Assoumane Alassane (alias Assoumana Alassane)   |
| 24. Mär. 2022 – 24. Aug. 2023 | Oumarou Boubacar                                |
| seit 24. Aug. 2023            | Dayabou Mahaman                                 |